# Roland de Neufville
Roland de Neuville ou de Neufville (né vers 1530, mort à Rennes le 5 février 1613) est un ecclésiastique qui fut évêque de Léon de 1563 à 1613.

## Biographie
Roland de Neuville ou de Neufville, né vers 1530 est le fils de Renaud de Neufville, seigneur du Plessix-Bardoul, gouverneur du comté de Montfort et de Charlotte Ruffier. La seigneurie familiale passé aux de Neuville par héritage se trouvait dans les paroisses de Domagné, Orgères et Pléchatel, situées dans l'ancien diocèse de Rennes. Destiné à l'Église il reçoit dès 1551 en commende l'abbaye de Chanoines réguliers de saint Augustin de Saint-Jacques de Montfort. Il est nommé évêque de Saint-Pol-de-Léon en 1562, sous la protection du Jean IV de Brosse. Confirmé par le Pape en 1563 il prête serment au Roi le 25 octobre 1565. 
Il participe au concile provincial d'Angers en 1583 et au serment ordonné en 1588 pour la pacification des troubles. Roland de Neuville, prélat humaniste, mourut en odeur de sainteté. Il fait ériger plusieurs centaines de croix dans son diocèse, afin, disait-il : « que les fidèles rencontrassent partout les signes augustes de notre rédemption ». L'évêque fut aussi à l'initiative de la publication d'une vie de saint Méen et la Bibliothèque municipale de Lyon possède encore son missel pontifical qui le représente dans le frontispice, à genoux devant l'autel de son église, avec derrière lui Saint-Pol. En 1609 il résigne la commende de l'abbaye dont il bénéficie depuis 59 ans en faveur de son neveu Jean de Tanoüarn,. Il meurt à Rennes le 5 février 1613 comme en témoigne son épitaphe : 

« Cy gist messire Rolland de Neufville puisné de la Maison du Plessis-Bardoul, en son vivant Evesque de Léon, lequel décéda en la ville de Rennes le cinquième jour de Feuvrier 1613. agé de 83 ans, & fut enterré le VIe jour de Mars ; ayant possédé l’Abbaie de Saint Jac pres Monfort 61 ans & ledit Evesché 51, le laissant par sa vigilance sans aucun hérétique »

Le siège épiscopal reste vacant jusqu'en 1619 et il est inhumé dans sa cathédrale Saint-Paul-Aurélien de Saint-Pol-de-Léon.